# Bannermans honingzuiger
De Bannermans honingzuiger (Cyanomitra bannermani; synoniem: Nectarinia bannermani) is een zangvogel uit de familie Nectariniidae (honingzuigers).

## Verspreiding en leefgebied
Deze soort komt voor van noordelijk Angola tot zuidoostelijk Congo-Kinshasa en uiterst noordwestelijk Zambia.